# Fordon (gromada)
Fordon – dawna gromada, czyli najmniejsza jednostka podziału terytorialnego Polskiej Rzeczypospolitej Ludowej w latach 1954–1972.
Gromady, z gromadzkimi radami narodowymi (GRN) jako organami władzy najniższego stopnia na wsi, funkcjonowały od reformy reorganizującej administrację wiejską przeprowadzonej jesienią 1954 do momentu ich zniesienia z dniem 1 stycznia 1973, tym samym wypierając organizację gminną w latach 1954–1972.
Gromadę Fordon z siedzibą GRN w mieście Fordonie (nie wchodzącym w jej skład; od 1973 w granicach Bydgoszczy) utworzono – jako jedną z 8759 gromad na obszarze Polski – w powiecie bydgoskim w woj. bydgoskim, na mocy uchwały nr 24/3 WRN w Bydgoszczy z dnia 5 października 1954. W skład jednostki weszły obszary dotychczasowych gromad Czarnówko, Mariampol i Łoskoń ze zniesionej gminy Osielsko w tymże powiecie. Dla gromady ustalono 20 członków gromadzkiej rady narodowej.
1 stycznia 1959 z gromady Fordon wyłączono osady Czarnówczyn i Zamczysko, włączając je do gromady Osielsko w tymże powiecie.
31 grudnia 1959 do gromady Fordon włączono wsie Strzelce Górne, Strzelce Dolne i Jarużyn ze zniesionej gromady Strzelce Górne w tymże powiecie.
31 grudnia 1961 do gromady Fordon włączono z karty mapy 1 obrębu 21 Bydlęca Kępa parcele oznaczone nr nr kat. 1–10 z gromady Dąbrowa Chełmińska w powiecie chełmińskim w tymże województwie; z gromady Fordon wyłączono natomiast część obszaru wsi Łoskoń (enklawa o powierzchni 32,5050 ha stanowiąca parcele nr nr kat. 179 i 180 karty mapy i obrębu Pałcz), włączając ją do wsi Rafa w gromadzie Dąbrowa Chełmińska w powiecie chełmińskim w tymże województwie.
Gromadę zniesiono 1 stycznia 1972, a jej obszar włączono do gromad Dobrcz (sołectwa Strzelce Górne i Strzelce Dolne) i Osielsko (sołectwa Jarużyn, Mariampol, Pałcz-Łoskoń i Czarnówko) w tymże powiecie.